# Condado de Irion
O Condado de Irion é um dos 254 condados do estado norte-americano do Texas. A sede do condado é Mertzon, e sua maior cidade é Mertzon.
O condado possui uma área de 2 724 km² (dos quais 0 km² estão cobertos por água), uma população de 1 771 habitantes, e uma densidade populacional de 0,6 hab/km² (segundo o censo nacional de 2000).
O condado foi criado em 1889.

## Localidades do Condado
- Arden
- Barnhart
- Mertzon
- Sherwood